# Scara Saffir-Simpson
Scara Saffir-Simpson este scara de clasificare a intensității cicloanelor tropicale, numite uragane, care se formează în emisfera vestică, ce include bazinele cicloanelor din oceanul Atlantic și oceanul Pacific de nord la est de linia schimbării datei. Scara are cinci niveluri de intensitate, corespunzătoare intervalelor vitezelor vânturilor normalizate. Pentru a clasifica un ciclon pe această scară, viteza vânturilor susținute este înregistrată timp de un minut la o înălțime de 10 metri, media astfel obținută fiind comparată la câteva intervale. 
Pentru a fi calsificat ca uragan, un ciclon tropical trebuie să aibă un viteză maximă susținută a vântului de cel putin 119 km/h (33 m/s; 64 kt; 74 mph) (Categoria 1). Cea mai mare categorie pe această scară este categoria 5, care constă în furtuni cu o viteză maximă susținută a vântului care depășește 251 km/h (70 m/s; 136 kt; 156 mph).
Clasificarea poate oferi indicații despre daunele potențiale și despre inundațiile pe care un uragan le poate cauza când ajunge pe continent.
Oficial, scara Saffir–Simpson este folosită numai pentru a descrie uraganele care se formează în oceanul Atlantic și în nordul oceanului Pacific la est de linia schimbării datei. Alte zone folosesc scări diferite pentru a clasifica aceste furtuni, care sunt numite cicloane sau taifunuri, depinzând de zonă.
Există unele critici ale acestei scări pentru faptul că nu se ia în considerare ploaia, valurile furtunii și alți factori importanți, dar apărătorii scării spun că o parte din obiectivul acesteia este că trebuie să fie simplă și ușor de înțeles.

## Istorie
Scara a fost dezvoltată în 1971 de inginerul civil Herbert Saffir și de meteorologul Robert Simpson, care la vremea respectivă era directorul Centrului Național al Uraganelor din SUA. Scara a fost prezentată publicului în 1973 și a fost folosită pe scară largă după ce Neil Frank l-a înlocuit pe Simpson la cârma CNU în 1974.
Scara inițială a fost dezvoltată de către Saffir, un inginer de structură, care în 1969 a fost însărcinat de Organizația Națiunilor Unite de a studia posibilitatea existenței unor locuințe cu costuri reduse în zonele predispuse la uragan. În timpul efectuării studiului, Saffir a realizat că nu există o scară simplă pentru a descrie efectele probabile ale unui uragan. Oglindind utilitatea scării de magnitudine Richter în descrierea cutremurelor, el a elaborat o scară de la 1 la 5 bazată pe viteza vântului care a arăta ce daune pot apărea la structuri. Saffir a prezentat scara celor de la CNU, iar Simpson a adăugat efectele furtunilor și a inundațiilor.
În 2009, CNU a dorit să elimine zonele de presiune și furtună din categorii, transformând-o într-o scară a vântului, denumită scara vântului uraganelor Saffir-Simpson (experimental) [SSHWS]. Noua scară a devenit operațională pe 15 mai 2010. Scara exclude intervalele de inundații, estimările de furtună, precipitațiile și localizarea, ceea ce înseamnă că un uragan de categoria 2 care lovește un oraș major va face probabil daune mult mai mari decât un uragan de categorie 5 care lovește o zonă rurală. Agenția a citat diverse uragane drept motive pentru eliminarea informațiilor „inexacte din punct de vedere științific”, inclusiv uraganul Katrina (2005) și uraganul Ike (2008), care au avut ambele valori mai puternice decât estimările furtunilor și uraganul Charley (2004) care a avut efecte mai mici decât cele estimate. De când a fost eliminată din scara Saffir-Simpson, prognoza și modelarea furtunilor este tratată acum cu ajutorul unui model numeric computerizat dezvoltat de Serviciul Meteorologic Național numit „Sea, Lake și Overland Surge from Hurricanes” (SLOSH).
În 2012, CNU a extins viteza vântului pentru categoria 4 cu 1 mph în ambele direcții, până la 130-156 mph, cu modificări corespunzătoare în celelalte unități (113-136 kt, 209-251 km/h), în loc de 131-155 mph (114-135 kt, 210-249 km/h). CNU și Centrul Uraganelor din Pacificul Central atribuie intensitățile cicloanelor tropicale în creșteri de 5 noduri și apoi convertesc la mph și km/h cu o rotunjire similară pentru alte rapoarte. Astfel, o intensitate de 115 kt este clasificată la categoria 4, dar conversia în kilometri pe oră (132,3 mph) s-ar rotunji până la 130 mph, ceea ce ar face să pară o furtună de categoria 3. De asemenea, o intensitate de 135 kt (~ 155 mph, și astfel categoria 4) este de 250,02 km/h, ceea ce, conform definiției utilizate înainte de schimbare, ar fi Categoria 5. Pentru a rezolva aceste probleme, CNU a fost obligată să raporteze incorect furtuni cu viteze ale vântului de 115 kt ca fiind de 135 mph și 135 kt ca fiind de 245 km/h. Schimbarea definiției permite ca furtunile de 115 kt să fie rotunjite în mod corect până la 130 mph și furtunile de 135 kt să fie raportate corect ca fiind de 250 km/h și încă se califică drept categoria 4. Întrucât CNU a rotunjit anterior incorect pentru a menține furtuni în categoria 4 în fiecare unitate de măsură, schimbarea nu afectează clasificarea furtunilor din anii precedenți. Noua scară a devenit operațională la data de 15 mai 2012.

## Categorii
Scara împarte uraganele în cinci categorii diferite bazate pe vânt. Centrul Național de Uragane din SUA clasifică uraganele de categoria 3 și mai sus ca uragane majore, iar Centrul Comun de Avertizare al Taifunelor clasifică taifunurile de 241 km/h sau mai mari (categoria 4 și categoria 5) ca super-taifunuri (deși toate cicloanele tropicale pot fi foarte periculoase). Cele mai multe agenții meteorologice utilizează definiția pentru vânturile susținute, recomandată de Organizația Mondială Meteorologică (WMO), care măsoară vânturile la o înălțime de 10,1 m timp de 10 minute, și apoi luând media. În schimb, Serviciul Național de Meteorologie din SUA, Centrul Uraganelor din Pacificul central și Centrul Comun de Avertizare al Taifunelor definesc vânturile susținute ca vânturi medii pe o perioadă de un minut, măsurată la aceeași înălțime de 10,1 m și aceasta este definiția utilizată pentru această scară. Intensitatea exemplelor de uragane se datorează atât timpului când atinge continentul, cât și intensității maxime.
Scara este aproximativ logaritmică pentru viteza vântului, iar viteza maximă a vântului pentru categoria "c" (c=1 ... 4; nu există o limită superioară pentru categoria 5) poate fi exprimată ca 83×10(c⁄15) mile pe oră rotunjită la cel mai apropiat multiplu de 5 - cu excepția faptului că după modificarea menționată mai sus, categoria 4 este acum mărită cu 1 mph în fiecare direcție și că valoarea calculată pentru categoria 2 (c=2) este rotunjită de la 112,8 mph la 110 mph.
Cele cinci categorii sunt descrise în următoarele subsecțiuni, în ordinea crescândă a intensității.

### Categoria 1
| Categoria 1                               | Categoria 1                                                                 |
| Vânturi susținute                         | Cel mai recent                                                              |
| ----------------------------------------- | --------------------------------------------------------------------------- |
| 33–42 m/s 64–82 kt 119–153 km/h 74–95 mph | Nate cu puțin timp înainte de a atinge ținutul Louisiana în octombrie 2017. |

Vânturile foarte periculoase vor produce unele pagube
Furtunile de categoria 1 nu produc, de regulă, niciun prejudiciu structural semnificativ pentru cele mai bine construite structuri permanente; cu toate acestea, ele pot răsturna casele mobile neancorate, precum și răsturnarea sau ruperea copacilor slabi. Șindrilele de acoperiș sau plăcile slab atașate pot fi desprinse ușor. Inundațiile costiere și deteriorarea digurilor sunt adesea asociate cu furtuni de categoria 1. Întreruperea alimentării este, de obicei, larg răspândită și uneori durează câteva zile. Chiar dacă este cel mai puțin intens tip de uragan, acestea pot produce în continuare daune pe scară largă și pot fi furtuni cauzatoare de moarte.
Uragane care au fost incluse la categoria 1 sunt Flossy (1956), Gladys (1968), Agnes (1972), Juan (1985), Ismael (1995), Claudette (2003), Stan (2005), Humberto (2007), Isaac (2012), Manuel (2013), Earl (2016), Hermine (2016), Newton (2016), Franklin (2017) și Nate (2017).

### Categoria a 2-a
| Categoria 2                                | Categoria 2                                                                    |
| Vânturi susținute                          | Cel mai recent                                                                 |
| ------------------------------------------ | ------------------------------------------------------------------------------ |
| 43–49 m/s 83–95 kt 154–177 km/h 96–110 mph | Arthur la intensitatea maximă apropiindu-se de Carolina de Nord în iulie 2014. |

Vânturile extrem de periculoase vor provoca daune mari
Furtunile de intensitate de categoria a 2-a deteriorează materialul de pe acoperiș (uneori expunând acoperișul) și provoacă daune asupra ușilor și ferestrelor prost construite. Reclamele și digurile slab construite pot fi afectate considerabil și mulți copaci sunt dezrădăcinați sau rupți. Casele mobile, ancorate sau nu, sunt de obicei deteriorate și uneori distruse, iar multe case realizate din prefabricate suferă de asemenea daune structurale. Ambarcațiunile mici în zonele de ancorare neprotejate își pot rupe ancorele. Este posibilă o întrerupere totală a consumului de energie electrică și pierderea în zone împrăștiate a apei potabile, care pot dura mai multe zile.
Uragane care au fost incluse la categoria a 2-a și au atins țărmul sunt Able (1952), Alice (1954), Fifi (1974), Diana (1990), Calvin (1993), Gert (1993), Rosa (1994), Erin (1995), Alma (1996), Juan (2003), Alex (2010), Richard (2010), Tomas (2010), Carlotta (2012), Ernesto (2012) și Arthur (2014).

### Categoria a 3-a
| Categoria 3                                  | Categoria 3                                       |
| Vânturi susținute                            | Cel mai recent                                    |
| -------------------------------------------- | ------------------------------------------------- |
| 50–58 m/s 96–112 kt 178–208 km/h 111–129 mph | Otto în apropiere de Nicaragua în noiembrie 2016. |

Vor apărea daune devastatoare
Cicloanele tropicale din categoria 3 și mai mare sunt descrise ca uragane majore în bazinele din oceanul Atlantic sau din Pacificul de Est. Aceste furtuni pot provoca daune structurale locuințelor mici și clădirilor utilitare, în special celor din cadre de lemn sau din materiale fabricate cu daune minore la pereții portanți. Clădirile care nu au o fundație solidă, cum ar fi casele mobile, sunt de obicei distruse, iar acoperișurile cu fronton sunt decopertate. Casele din prefabricate suferă pagube grave și ireparabile. Inundațiile din apropierea coastei distrug structurile mai mici, în timp ce structurile mai mari sunt lovite de resturile plutitoare. Un număr mare de copaci sunt dezrădăcinați sau rupți, izolând multe zone. În plus, terenul poate fi inundat destul de adânc în interiorul țării. Energia este probabil să fie întreruptă până la câteva săptămâni, iar alimentarea cu apă poate fi întreruptă sau apa poate fi contaminată.
Uragane care au fost incluse la categoria a 3-a și au atins țărmul sunt Easy (1950), Carol (1954), Hilda (1955), Celia (1970), Ella (1970), Eloise (1975), Olivia (1975), Alicia (1983), Elena (1985), Roxanne (1995), Fran (1996), Isidore (2002), Jeanne (2004), Lane (2006), Karl (2010) și Otto (2016).

### Categoria a 4-a
| Categoria 4                                  | Categoria 4                                                               |
| Vânturi susținute                            | Cel mai recent                                                            |
| -------------------------------------------- | ------------------------------------------------------------------------- |
| 58–70m/s 113–136 kt 209–251 km/h 130–156 mph | Harvey cu puțin timp înainte de a atinge țărmul Texasului în august 2017. |

Vor avea loc daune catastrofale
Uraganele de categoria a 4-a au tendința de a produce daune structurale reședințelor mici. Daunele puternice, ireparabile și distrugerea aproape completă a copertinelor stațiilor de benzină și a altor structuri de tip consolă sunt de obicei comune. Casele mobile și cele din prefabricate sunt adesea aplatizate. Majoritatea copacilor, cu excepția celor mai puternici, sunt dezrădăcinați sau rupți, izolând multe zone. Aceste furtuni provoacă o eroziune excesivă a plajei, în timp ce terenul poate fi inundat adânc în interior. Se așteaptă pierderi totale și pe o durată lungă a energiei electrice și a apei, posibil timp de mai multe săptămâni.
Uraganul din Galveston din 1900 a fost cel mai mortal dezastru natural care a lovit Statele Unite și a atins o intensitate care corespunde unei furtuni moderne de categoria a patra. Alte uragane care au fost incluse la categoria a patra și au atins țărmul sunt Hazel (1954), Gracie (1959), Flora (1963), Cleo (1964), Betsy (1965), Frederic (1979), Joan (1988), Iniki (1992), Luis (1995), Iris (2001), Charley (2004), Dennis (2005), Gustav (2008), Ike (2008), Joaquin (2015) și Harvey (2017).

### Categoria a 5-a
| Categoria 5                            | Categoria 5                                        |
| Vânturi susținute                      | Cel mai recent                                     |
| -------------------------------------- | -------------------------------------------------- |
| ≥ 70 m/s ≥ 137 kt ≥ 252 km/h ≥ 157 mph | Maria atingând țărmul Dominicăi in September 2017. |

Vor avea loc daune catastrofale
Categoria a 5-a este cea mai înaltă categorie a scării Saffir-Simpson. Aceste furtuni provoacă o erodare completă a acoperișurilor multor clădiri rezidențiale și industriale și unele demolări complete ale unor construcții , cu clădiri mici de utilități fiind zburate departe. Pot avea loc colapsul mai multor acoperișuri și pereți, în special a celor fără suport interior. Defecțiuni foarte grave și ireparabile ale multor structuri din lemn și distrugerea totală a locuințelor mobile / fabricate sunt predominante. Numai câteva tipuri de structuri sunt capabile să supraviețuiască intact, și numai dacă sunt situate în interiorul țării cel puțin 3 până la 5 mile (5 până la 8 km). Acestea includ clădiri de birouri, condominiu, apartamente și hoteluri care sunt construite din beton sau oțel solid, garaje supra etajate din beton și locuințe care sunt realizate fie din cărămidă armată, fie din blocuri de ciment/beton și au acoperișuri înclinate cu pante nu mai puțin de 35 de grade față de orizontală și fără console de orice fel și dacă ferestrele sunt fie din sticlă securizată rezistentă la uragane, fie acoperite cu obloane. Cu excepția cazului în care toate aceste cerințe sunt îndeplinite, distrugerea absolută a unei structuri este certă.
Inundațiile provoacă pagube majore la etajele inferioare ale tuturor structurilor din apropierea țărmului, iar multe structuri de coastă pot fi complet aplatizate sau luate de apă. Practic, toți copacii sunt dezrădăcinați sau rupți, izolând cele mai afectate comunități. Evacuarea masivă a zonelor rezidențiale poate fi necesară în cazul în care uraganul amenință zonele populate. Se așteaptă întreruperi de energie și pierderi de apă totale și extrem de îndelungate, posibil pentru mai multe luni.
Uragane care au fost incluse la categoria a 5-a și au atins țărmul sunt Cuba (1924), Okeechobee (1928), Bahamas (1932), Cuba–Brownsville (1933), Janet (1955), Camille (1969), Edith (1971), Anita (1977), David (1979), Gilbert (1988), Andrew (1992), Dean (2007), Felix (2007), Irma (2017),[13] and Maria (2017).

## Critici
Unii oameni de știință, printre care Kerry Emanuel și Lakshmi Kantha, au criticat scara ca fiind simplistă, indicând faptul că scara nu ia în considerare nici mărimea fizică a unei furtuni, nici cantitatea de precipitații pe care o produce. În plus, ei și alții subliniază faptul că scara Saffir-Simpson, spre deosebire de scara Richter folosită pentru măsurarea cutremurelor, nu este continuă și este cuantificată într-un număr mic de categorii. Propunerile de înlocuire a categoriilor includ indicele de intensitate a uraganului, care se bazează pe presiunea dinamică provocată de vânturile unei furtuni și pe indicele de periculozitate a uraganului, care se bazează pe viteza vântului de suprafață, raza vânturilor maxime ale furtunii și viteza sa de translație. Ambele scări sunt continue, apropiate de scara Richter, însă nici una dintre aceste scări nu a fost folosită de autorități.

### „Categoria 6”
După seria de sisteme puternice de furtună din sezonul uraganului din 2005, precum și după uraganul Patricia, câțiva editori de ziare și oameni de știință au sugerat introducerea categoriei a 6-a și au sugerat că aici se pot încadra furtuni cu vânturi mai mari de 280 sau 290 km/h (78 sau 80 m/s, 151 sau 156 kn, 174 sau 78 mph). S-a anunțat că problema va fi examinată după uraganul Irma în 2017, care a făcut obiectul unui număr de rapoarte de știri false aparent credibile ca ar fi o furtună de „Categoria a 6-a”, parțial din cauza unor politicieni locali care au folosit acest termen. Doar câteva furtuni de această intensitate au fost înregistrate. Dintre cele 33 de uragane considerate în prezent că au atins statutul de categorie 5 în Oceanul Atlantic, 18 aveau viteze ale vântului de 78 m/s și 152 km/h și doar șapte aveau viteze ale vântului de 80 mph (uraganul din 1935 de Ziua Muncii, Allen, Gilbert, Mitch, Rita, Wilma și Irma). Dintre cele 16 uragane considerate în prezent că au atins statutul de categorie 5 în Pacificul de Est, doar cinci aveau viteze ale vântului de 78 m/s sau mai mari (Patsy, John, Linda, Rick, și Patricia) și doar trei aveau viteze ale vântului de 80 km/h sau mai mari (Linda, Rick și Patricia). Cu toate acestea, cele mai multe furtuni care ar fi eligibile pentru această categorie au fost taifunuri din Pacificul de Vest, în special Taifunul Tip din 1979, cu vânturi susținute de 310 km/h și taifunurile Haiyan și Meranti în 2013 și 2016, fiecare cu vânturi susținute de 314 km/h.
Potrivit lui Robert Simpson, nu există motive pentru o categorie 6 pe scara Saffir-Simpson deoarece este concepută pentru a măsura potențialele daune ale uraganului la structurile create de om. Simpson a afirmat că „... când se ajunge la vânturi de peste 249 km/h apar suficiente daune dacă acel vânt extrem se menține mai mult șase secunde asupra unei clădiri, va provoca daune prin pelsnire rupte care sunt grave indiferent de cât de bine este proiectat”. Cu toate acestea, ținuturile Broward și Miami-Dade din Florida au coduri de construcție care obligă proprietarii să construiască clădiri care ar trebui să reziste la vânturile de categoria 5.